# Uromenus rugosicollis
Uromenus rugosicollis är en insektsart som först beskrevs av Jean Guillaume Audinet Serville 1838.  Uromenus rugosicollis ingår i släktet Uromenus och familjen vårtbitare. Inga underarter finns listade i Catalogue of Life.

## Bildgalleri

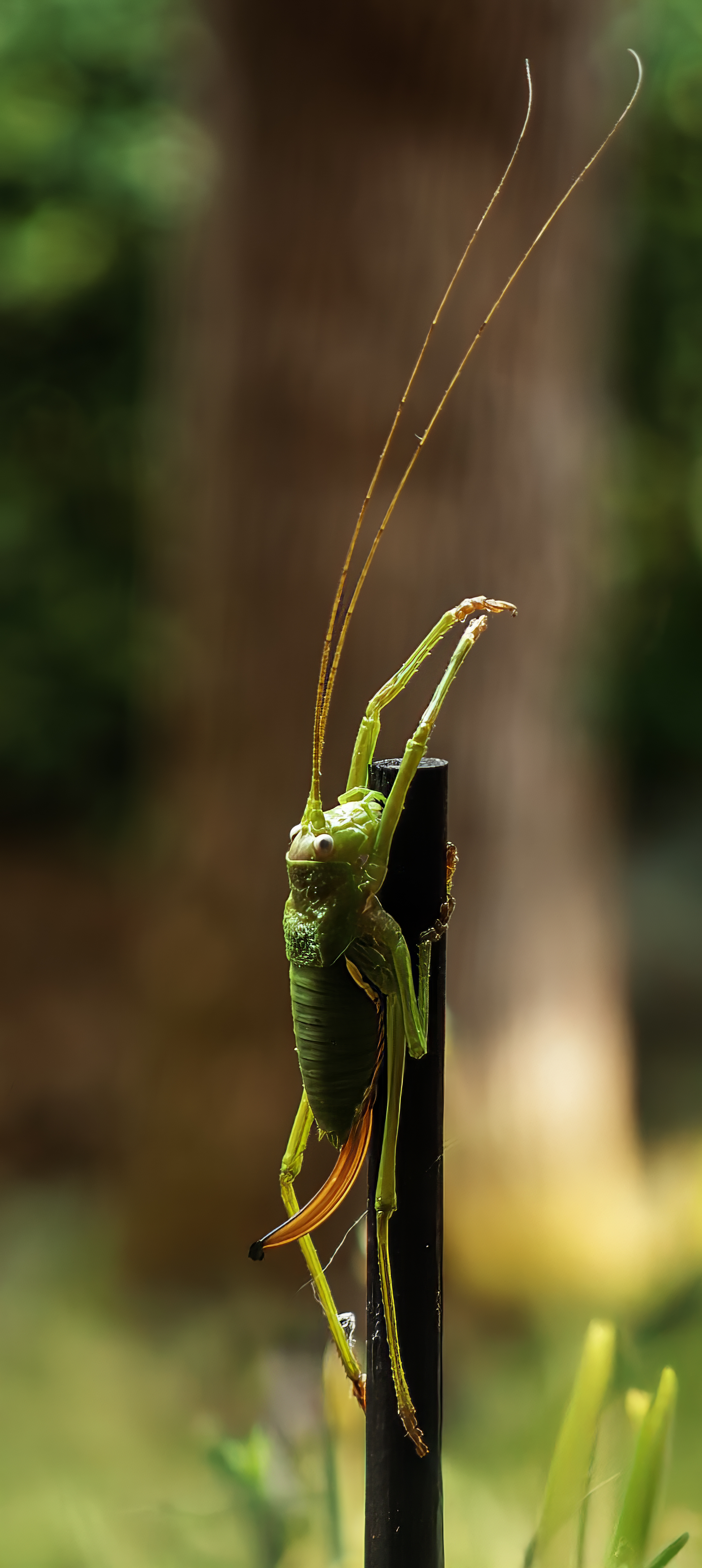
Uromenus rugosicollis -
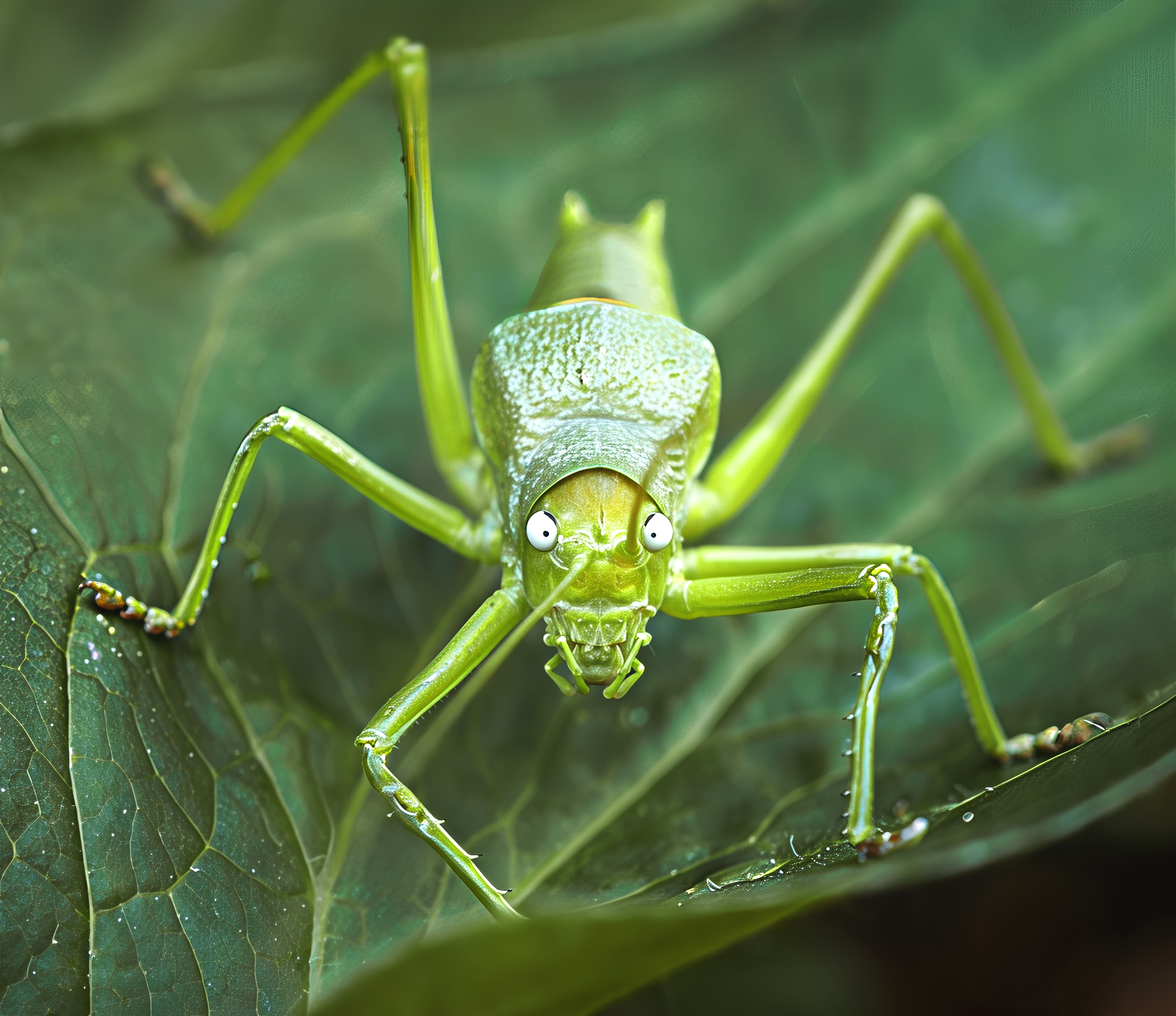
Uromenus rugosicollis -